# Yago Felipe da Costa Rocha
Yago Felipe da Costa Rocha, genannt Yago, (* 13. Februar 1995 in Limoeiro do Norte, CE) ist ein brasilianischer Fußballspieler. Der Rechtsfüßer wird im offensiven Mittelfeld eingesetzt.

## Karriere
Yago startete im Nachwuchsbereich vom CR Flamengo. Noch in seiner Jugendzeit wechselte er mehrmals den Klub u. a. nach Spanien zu Espanyol Barcelona. Erst beim Figueirense FC schaffte er den Sprung in den Profikader. Sein erstes Spiel als Profi bestritt er in der Staatsmeisterschaft von Santa Catarina am 13. März 2013. Er wurde in der 71. Minute für Léo Lisboa eingewechselt. Dieses war sein einziger Einsatz in dem Wettbewerb. Seinen ersten Auftritt in der Série A gab Yago am 9. November 2014 gegen Chapecoense. In dem Spiel wurde er in der 72. Minute für Leandro eingewechselt. Es schlossen sich vier weitere Einsätze in der Liga an.
In der Staatsmeisterschaft von Santa Catarina 2015 erzielte Yago sein erstes Tor als Profi. Im Spiel gegen Joinville EC kam er in der 82. Minute ins Spiel und erzielte fünf Minuten später den Treffer zum 2:0-Entstand. Auch in der obersten Spielklasse traf er in der Série A 2015 das erste Mal ins Netz. Im Auswärtsspiel gegen den Coritiba FC am 31. Oktober 2015 traf er zum 1:1-Ausgleich. Sein Debüt auf internationaler Klubebene gab Yago in der Copa Sudamericana 2016. Am 25. August 2016 wurde er im Spiel gegen den CR Flamengo in der 58. Minute für Ferrugem eingewechselt.
Im Juni 2017 wechselte Yago zum EC Vitória. Nach Beendigung der Spiele um die Staatsmeisterschaft 2019 wurde Yago an den Goiás EC in die Série A ausgeliehen. Zur Saison 2020 wurde Yago von Vitória abgegeben. Seine neue Heimat wurde der Fluminense FC. Im Februar 2023 wechselte Yago zum EC Bahia. Die Ablösesumme betrug für 90 % der wirtschaftlichen Rechte acht Millionen Real. Der Vertrag enthielt eine Klausel für weitere Zahlungen von zwei Millionen Real für Bonuszahlungen aus erzielten Toren.

## Erfolge
Figueirense
- Staatsmeisterschaft von Santa Catarina: 2014, 2015

Fluminense
- Taça Rio: 2020
- Taça Guanabara: 2022
- Staatsmeisterschaft von Rio de Janeiro: 2022

Auszeichnungen
- Torschützenkönig Copa do Nordeste: 2018 mit Vitória